# جریان استوایی جنوبی

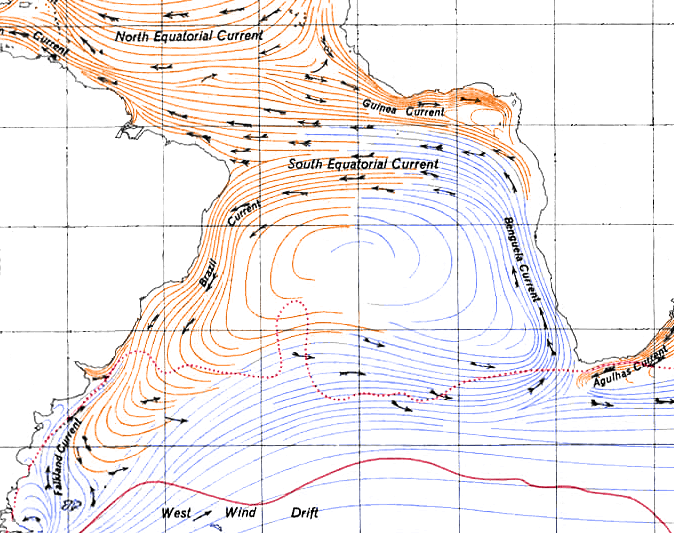
مسیر حرکت جریان استوایی جنوبی

جریان استوایی جنوبی (انگلیسی: South Equatorial Current) یک جریان اقیانوسی مشخص در اقیانوس آرام اطلس و هند‌است که در جهت شرق به غرب میان استوا و مدار ۲۰ درجه جنوبی جریان دارد. در اقیانوس‌های آرام و اطلس این جریان از استوا تا حدود مدار ۵ درجه شمالی نیز گسترش می‌یابد.
جریان استوایی جنوبی در نیم‌کره جنوبی بخش غربی چرخاب‌های بزرگ مناطق حاره به‌شمار می‌رود. این چرخاب‌ها از ترکیب بادهای بسامان و بادهای غربی که در جنوب مدار ۳۰ درجه جنوبی می‌وزند پدید می‌آید.
جریان استوایی جنوبی بر روی خط استوا مستقیماً توسط بادهای بسامان که از شرق به غرب می‌وزند هدایت و کنترل می‌شود.